# Kashopa Chogyal Nyima
Kashopa Chogyal Nyima (tibétain ཀ་ཤོད་པ་ཆོས་རྒྱལ་ཉི་མ, Wylie : ka shod pa chos rgyal nyi ma), appelé Kashopa, de son nom personnel Chogyal Nyima Lhundup (1902 Gyantsé-19 décembre 1986) est un homme politique tibétain. 

## Biographie
Né en 1902 à Gyantsé, Kashopa Chogyal Nyima est un fonctionnaire laïc de 4e rang. 
Il entra au service du gouvernement tibétain en 1919. 
En 1926, il fut nommé chikyap (spyi-khyab) de la province de Hor dans le Kham au Tibet oriental, Hor Chi ou commissaire de la province de Hor. Il avait cette fonction en 1927, quand il arrêta les expéditions de Wilhelm Filchner et Nicolas Roerich à Nagchukha. Il laissa cette fonction à Kenchung Dragpa Gyatso en 1929. 
Il a ensuite travaillé dans l'usine hydro-électrique de Trapchi près de Lhassa. 
Il devint rimshi en 1934, mais après la mort du 13e dalaï-lama, il a été dégradé et emprisonné. La raison n'est pas connue avec certitude. Il a été impliqué dans la conspiration de Lungshar qu'il dévoila au ministre Trimön. Il aussi été accusé d'avoir agi de façon oppressante quand il était responsable de la province de Hor. Une des exigences spécifiques de l'Assemblée nationale datée du 10 mai 1934 était que la plainte de la population de Hor contre lui soit prise en compte. Peu de temps après, il a obtenu sa libération, on pense par corruption, et a été nommé Tsi-pön (chef comptable) en 1935. 
Il devint un adjoint du responsable de l'usine hydro-électrique de Trapchi en 1941 en plus de ses fonctions de Tsi-pön. 
Il a été nommé ministre (Shap-pé) le 2 août 1945, une fonction qu'il exerça jusqu'en 1949. 
En 1947, il a été soupçonné de complicité dans la conspiration de Réting Rinpoché. 
À nouveau emprisonné, il a été libéré de la prison à Lhassa en novembre 1950.  
Il a été nommé professeur à l'École de langue tibétaine pour les agents chinois en janvier 1952.  
Il fut réinstallé en tant que fonctionnaire avec le rang de Theiji en mars 1953.

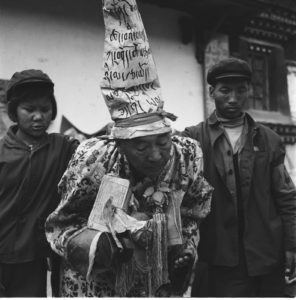
Gardes-rouges tibétains faisant une conduite de Grenoble à Kashopa durant la révolution culturelle.

Selon Robert Barnett, Kashopa Chogyal Nyima est considéré comme un collaborateur du régime chinois. La défection de son fils Jamyang Choegyal Kasho, directeur du Tibet Hotel à Lhassa, fut citée dans un discours interne par Chen Kuiyuan en 1997.

## Publications
- (en) avec Lhalu Tsewang Dorje, The fate of the English school in Lhasa, traduction de K. Dhondup in The water-bird and other years: a history of the Thirteenth Dalai Lama and after, 1986, Rangwang Publishers,